# Możdżany
Możdżany (deutsch Mosdzehnen, 1930 bis 1945 Borkenwalde) ist ein Ort in der polnischen Woiwodschaft Ermland-Masuren. Er gehört zur Landgemeinde Kruklanki (Kruglanken) im Powiat Giżycki (Kreis Lötzen).

## Geographische Lage
Możdżany liegt nordwestlich vom Siewener See (polnisch Jezioro Żywy) im nördlichen Osten der Woiwodschaft Ermland-Masuren (polnisch województwo warmińsko-mazurskie). Die Kreisstadt Giżycko (Lötzen) liegt 17 Kilometer in südwestlicher Richtung, während die frühere Kreisstadt Angerburg (polnisch Węgorzewo) 25 Kilometer in nordwestlicher Richtung entfernt liegt.

## Geschichte
Unter dem Namen Borken wurde der Ort im Jahre 1617 gegründet. Nach 1617 Modszehnen, dann bis 1930 Mosdzehnen genannt handelte es sich um ein Gut und mehreren Höfen. Der Wohnplatz Borken, Forst (polnisch Borki) war in das Dorf Mosdzehnen integriert.
Am 6. Mai 1874 wurde Modszehnen in den neu errichteten Amtsbezirk Regulowken (polnisch: Regułówka) eingegliedert. Er gehörte zum Kreis Angerburg im Regierungsbezirk Gumbinnen der preußischen Provinz Ostpreußen. Im Jahr 1910 zählte Mosdzehnen 98 Einwohner.
Am 30. September 1928 wurde der Gutsbezirk Regulowken in die Landgemeinde Mosdzehnen eingemeindet, und diese wurde am 7. Juli 1930 in „Borkenwalde“ umbenannt. In der Folge dieser Umbenennung wechselte der Amtsbezirk Regulowken am 5. September 1931 den Namen in „Amtsbezirk Borkenwalde“. Er bestand bis 1945 aus drei Dörfern.
Im Jahr 1933 betrug die Zahl der Einwohner Borkenwaldes 349, sechs Jahre später waren es 310.
In Kriegsfolge kam das Dorf 1945 mit dem gesamten südlichen Ostpreußen zu Polen und erhielt die polnische Namensform „Możdżany“. Es ist heute Sitz eines Schulzenamtes (polnisch sołectwo), dem noch die Orte Borki (Borken, Forst), Knieja Łuczańska (Waldgut Lötzen) und Regułówka (Regulowken) zugeordnet sind. Zusammen sind sie Teil der Landgemeinde Kruklanki (Kruglanken) im Powiat Giżycki (Kreis Lötzen), vor 1998 der Woiwodschaft Suwałki, seither der Woiwodschaft Ermland-Masuren zugehörig.

### Amtsbezirk Borkenwalde (1931–1945)
Als Nachfolger des Amtsbezirks Regulowken gehörte zwischen 1931 und 1945 zum Amtsbezirk Borkenwalde die Dörfer:
| Name                             | Änderungsname 1938 bis 1945 | Polnischer Name | Bemerkungen                                |
| -------------------------------- | --------------------------- | --------------- | ------------------------------------------ |
| Borkenwalde bis 1930: Mosdzehnen |                             | Możdżany        |                                            |
| Jorkowen                         | Jorken                      | Jurkowo         | (bis 31. Dez. 2009 „Jurkowo Węgorzewskie“) |
| Siewen                           |                             | Żywy            |                                            |

## Religionen
Mosdzehnen war vor 1945 in die evangelische Kirche Kruglanken in der Kirchenprovinz Ostpreußen der Kirche der Altpreußischen Union bzw. in die katholische Kirche St. Bruno in Lötzen (polnisch Giżycko) im Bistum Ermland eingepfarrt.
Heute gehört Możdżany zur katholischen Pfarrei Kruklanki im Bistum Ełk (Lyck) der Römisch-katholischen Kirche in Polen bzw. zur evangelischen Pfarrei Giżycko mit der Filialkirche Wydminy (Widminnen) in der Diözese Masuren der Evangelisch-Augsburgischen Kirche in Polen.

## Verkehr
Możdżany liegt an einer Nebenstraße, die Kruklanki (Kruglanken) mit Jurkowo (bis 2010 Jurkowo Węgorzewskie, bis 1938 Jorkowen, 1938 bis 1945 Jorken) und Lipowo (Lipowen, 1928 bis 1945 Lindenheim) – an der Grenze zur Gmina Wydminy gelegen – verbindet. In Możdżany endet ein Zubringer-Landweg von Knieja Łuczańska (Waldgut Lötzen).